# Fernheizwerk Lahnberge

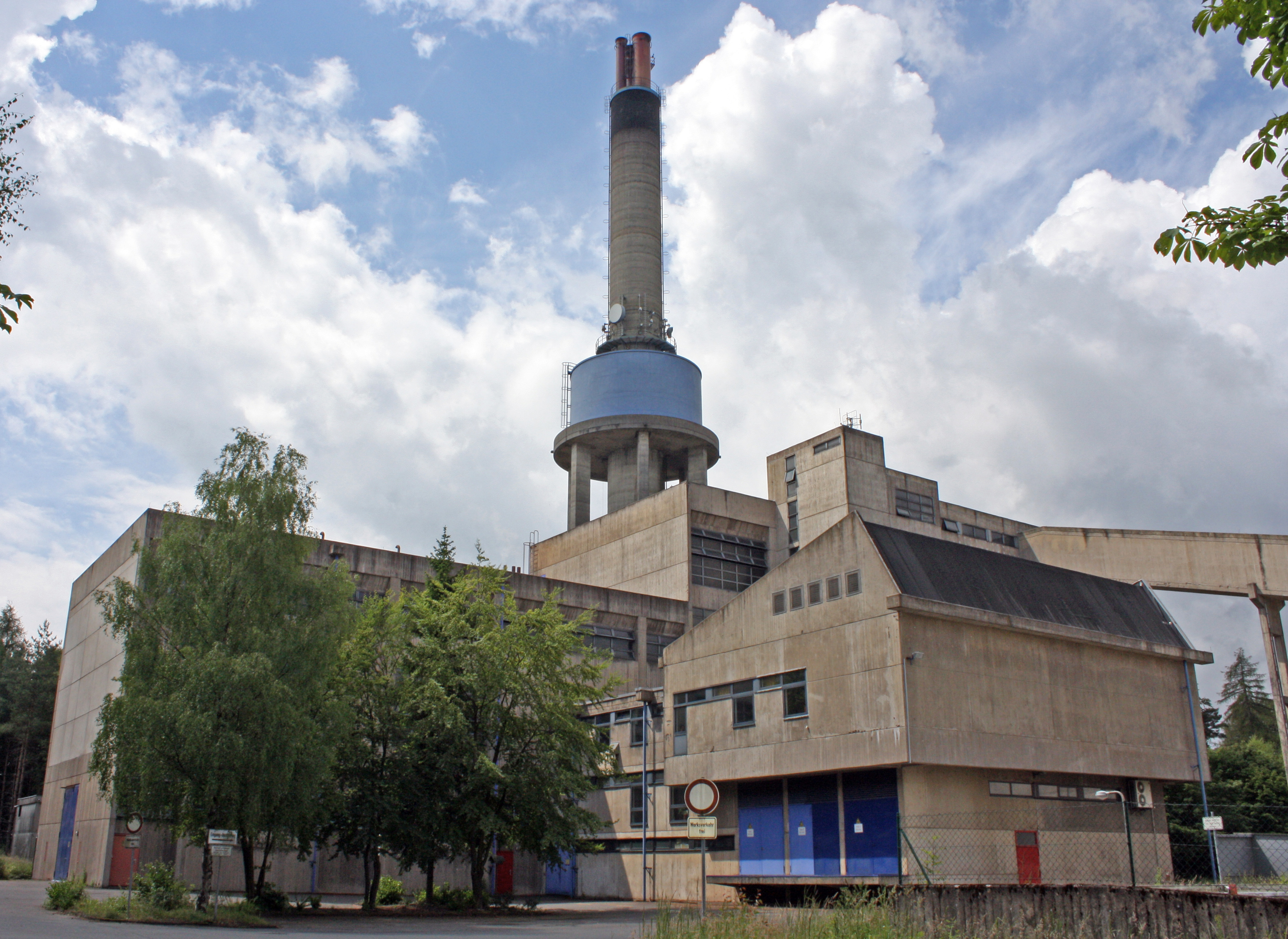
Das Fernheizwerk mit Schornstein

Das Fernheizwerk Lahnberge ist eine zentrale Heizungs- und Energieversorgungsanlage der Philipps-Universität Marburg und versorgt die Universitätsbauten auf den Lahnbergen mit Wärme und Dampf. Es befindet sich auf dem höchsten Punkt des Universitätsgeländes und ist mit seinem markanten Schornstein eine weithin sichtbare Landmarke.

## Geschichte und Entstehung
Zwischen 1968 und 1972 wurde das Fernheizwerk auf den Lahnbergen errichtet, um die wachsende Zahl von Universitätsgebäuden mit Heizwärme und technischer Wärme zu versorgen. Die Planung und der Bau des Heizwerks erfolgten im Rahmen der Erweiterung der Universitätsbauten und als Antwort auf den steigenden Energiebedarf der neu entstehenden Gebäude. Ein Interimsheizwerk hatte bereits seit 1964 die Vorklinischen Forschungseinheiten und einige angrenzende Gebäude mit Wärme versorgt.
Das Fernheizwerk wurde in Ortbeton im brutalistischen Stil gebaut und umfasst mehrere Gebäude, darunter ein Kesselhaus, eine Maschinenhalle und ein Lagergebäude. Ein markantes Merkmal der Anlage ist der 100 Meter hohe Schornstein, der zusammen mit den anderen Gebäudeteilen einen beeindruckenden, funktionalistischen Baukörper bildet.

## Architektur
Der Baukörper des Fernheizwerks ist funktional in Sichtbeton gestaltet, wobei die Ästhetik durch pragmatische, kubische Formen geprägt ist. Auffallend ist die Verwendung von Holzschalungselementen, die horizontal und vertikal verlaufen und die Sichtbetonfassade strukturieren. Das Hauptgebäude des Fernheizwerks steht auf einem leicht versetzten, kreuzförmigen Grundriss. Ein Lagergebäude schließt sich nach Norden an das Hauptgebäude an, und beide Gebäude werden durch eine Rampe miteinander verbunden, die auf zwei Gabelstützen ruht.

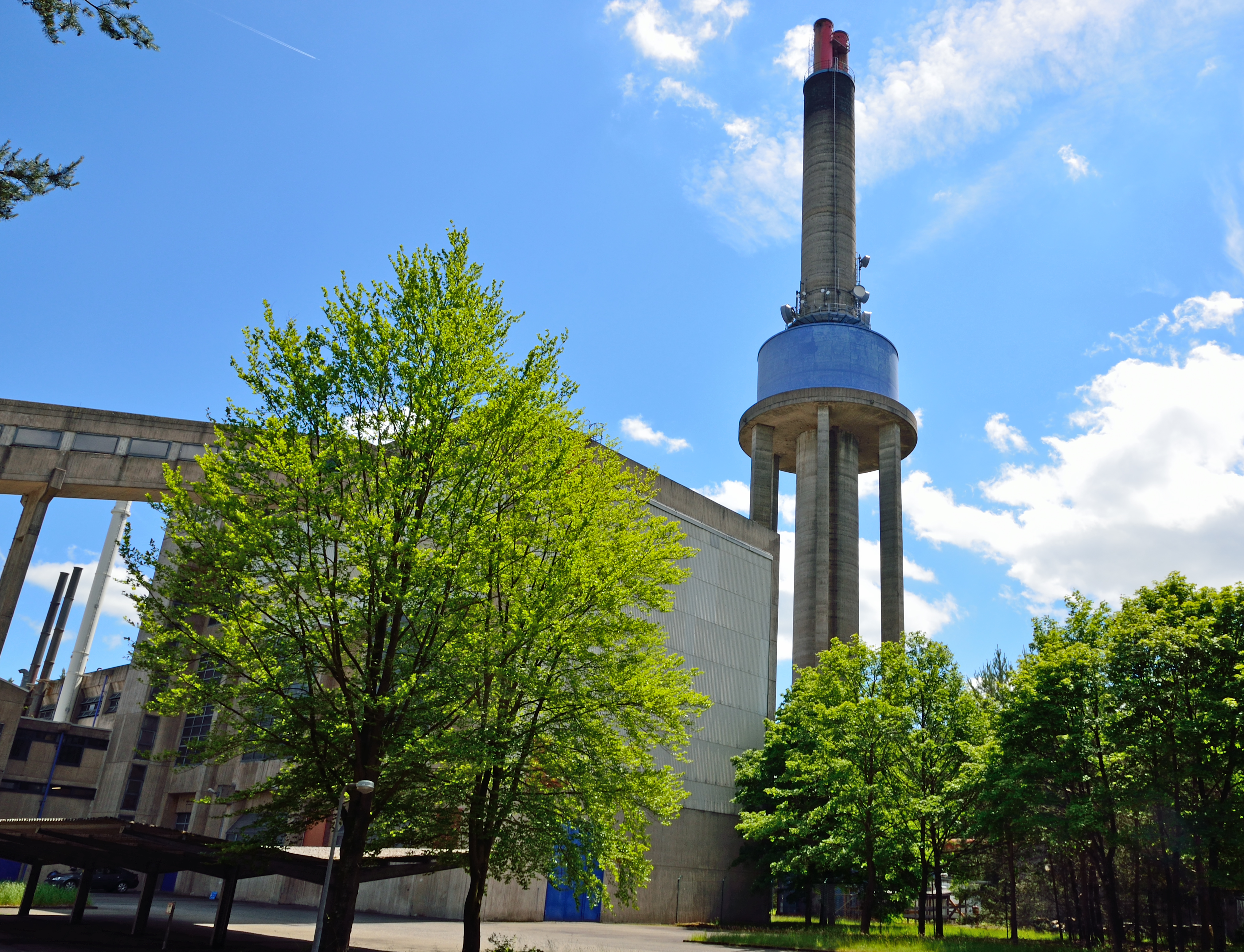
Schornstein

Der Schornstein ist ein weiteres markantes Element der Anlage. Er wird von drei Stützen begleitet, die durch zwei Plattformen miteinander verbunden sind. Seine Gestaltung unterstreicht die monumentale Wirkung der Anlage.

## Technische Ausstattung
Das Fernheizwerk war ursprünglich mit zwei Hochleistungskesseln ausgestattet, die eine Leistung von 56 Gcal/h (65 MWth) bzw. 19 Gcal/h (22 MWth) erbrachten. Später wurde ein dritter Kessel hinzugefügt, wodurch die Gesamtleistung auf 115 Gcal/h (134 MWth) stieg. Ein Kohlebunker mit einem Fassungsvermögen von 5000 Tonnen und ein Schweröllager mit einem Volumen von 10.000 m³ waren ebenfalls Teil der technischen Infrastruktur.
Das Fernheizwerk wurde mit der Absicht geplant, die Leistung schrittweise anzupassen, um den steigenden Bedarf zu decken. Jedoch stellte sich heraus, dass die tatsächliche Anzahl der zu versorgenden Gebäude und der Energiebedarf die ursprünglichen Erwartungen nicht erfüllten, wodurch das Fernheizwerk nicht in vollem Umfang ausgelastet war.

## Klinikabfallverbrennungsanlage
Zusätzlich zum Fernheizwerk wurde auf dem Areal eine Klinikabfallverbrennungsanlage errichtet, die 1972 in Betrieb ging. Die Verbrennungsanlage war speziell für die Verbrennung von Klinikabfällen konzipiert und verfügte über eine Kesselanlage mit einer Verbrennungsleistung von 2 × 320 kg/h. Während des Probebetriebs gab es jedoch Schwierigkeiten durch einen zu hohen Anteil von Kunststoffen und Glas im Abfall, was die Kesselleistung beeinträchtigte. Nach einer Neusortierung des Abfalls konnten diese Probleme behoben werden.

## Wärmeversorgung und Leitungsführung
Die Universitätsbauten werden über ein Netz von unterirdischen Kanälen mit Wärme versorgt, in denen die Fernheizleitungen verlegt sind. Diese Kanäle verlaufen sowohl unter den biologischen Instituten bis zum Botanischen Garten als auch ringförmig um den naturwissenschaftlichen Bereich. Die Kanäle sind zum Teil begehbar, und auf den Leitungen sind auch Versorgungsleitungen für Wasser, Gas und Elektrizität verlegt. Die Gesamtlänge des begehbaren Kanalsystems beträgt 4,3 Kilometer.

## Schornstein und Erhaltungszustand
Der mehr als 50 Jahre alte Schornstein des Fernheizwerks, ein markantes Überbleibsel der einstigen Betriebsweise, wird schon länger nicht mehr genutzt und ist inzwischen stark marode. Die Universität Marburg plante, den 100 Meter hohen Turm abzureißen, weil die Sanierung mehrere Millionen Euro kosten würde. Jedoch legte die Denkmalschutzbehörde ein Veto ein, da der Schornstein als schützenswertes Industriedenkmal gilt. Der Schornstein ist Teil der als Denkmal eingestuften Anlage und stellt einen einzigartigen Vertreter des Brutalismus in der Industriearchitektur dar.
Die Universität beauftragte 2023 Industriekletterer, um den Schaden am Schornstein genauer zu begutachten. Dabei wurde festgestellt, dass die Schäden gravierend sind und die Statik des Bauwerks gefährdet ist. Die Kosten für die Sanierung des Schornsteins werden auf mehrere Millionen Euro geschätzt. Zudem müssen fortlaufend Sanierungsmaßnahmen durchgeführt werden, da die Betonsanierung immer wieder notwendig wird.

## Bedeutung und Denkmalschutz
Das Fernheizwerk Lahnberge ist ein bedeutendes Beispiel für die Architektur und Technik der frühen 1970er Jahre. Der brutalistische Baustil und die monumentale Wirkung der Gebäude machen es zu einem markanten Wahrzeichen der Universitätsbauten auf den Lahnbergen. Aufgrund seiner Architektur, Baugeschichte und technischen Bedeutung wurde das Fernheizwerk als Kulturdenkmal eingestuft.